# Trichoniscus sujensis
Trichoniscus sujensis là một loài chân đều trong họ Trichoniscidae. Loài này được Brian miêu tả khoa học năm 1926.